# Haltetafel

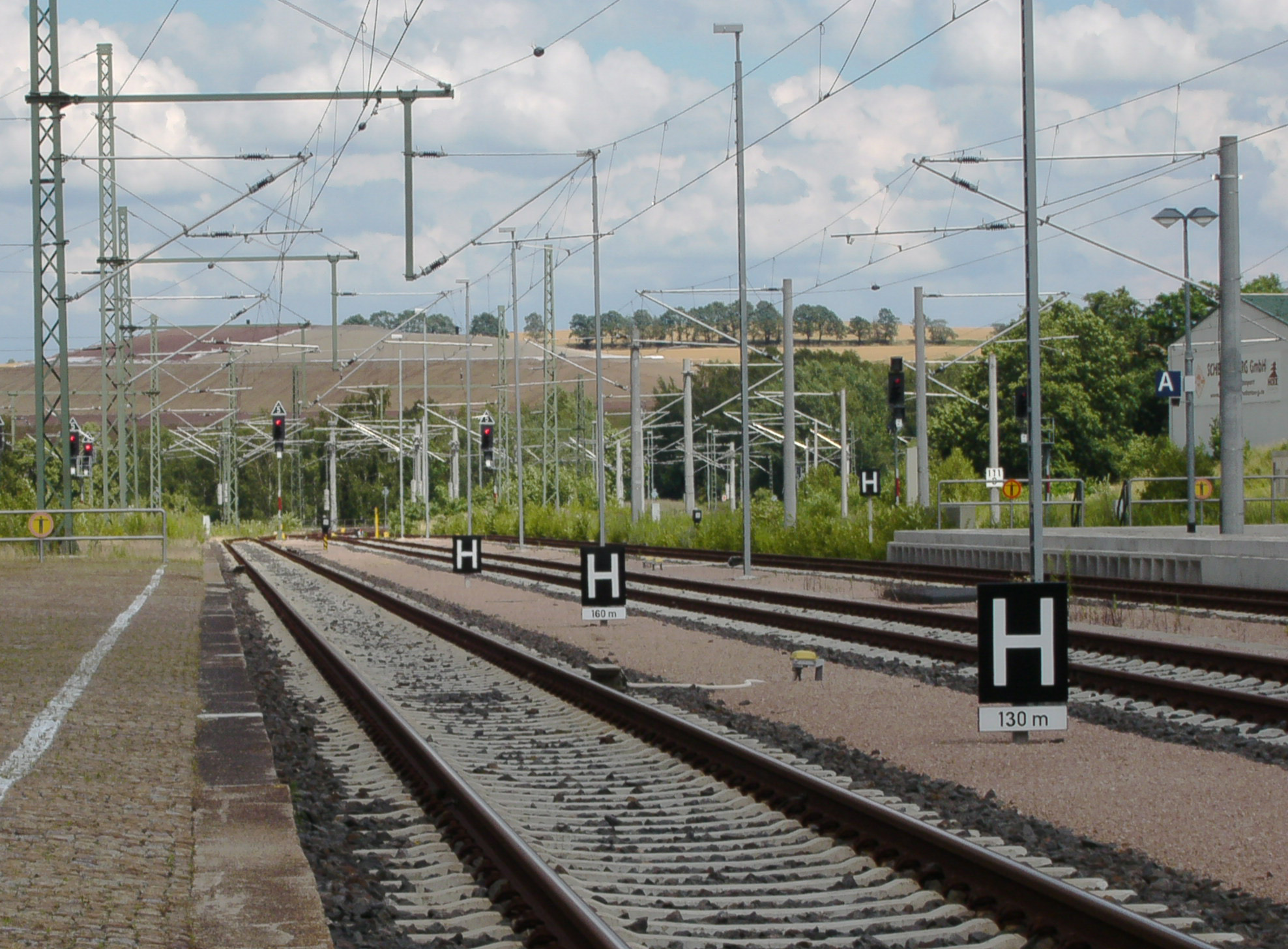
Haltetafeln mit verschiedenen Zuglängenangaben im Bahnhof Glauchau (Sachs)

Die Haltetafel ist in Deutschland ein Eisenbahnsignal aus der Gruppe der Nebensignale. Sie trägt die Kurzbezeichnung Ne 5 und kennzeichnet den Halteplatz der Zugspitze von planmäßig haltenden Zügen. Das Gegenstück für Straßenbahnen ist das Schutzsignal Sh 7.
Die Haltetafel besteht aus einer rechteckigen schwarzen Scheibe mit weißem „H“ oder aus einer rechteckigen weißen Scheibe mit schwarzem Rand und schwarzem „H“. Im Signalbuch der Deutschen Reichsbahn wurde sie als H-Tafel bezeichnet, die mit der Kurzbezeichnung So 8 der Gruppe der sonstigen Signale zugeordnet war. Mit gleichem Aussehen und ähnlicher Bedeutung findet sie zudem bei Straßenbahnen als Schutzsignal Sh 7 Anwendung. In der ersten Hälfte des 20. Jahrhunderts existierte außerdem eine Variante aus einem auf der Spitze stehenden, weiß-schwarz umrandeten blauen Quadrat mit weißem „H“, die den Halteplatz von elektrischen Zügen anzeigte (Signal K 8b).
Haltetafeln haben vor allem für Reisezüge Relevanz, gelten aber in bestimmten Fällen auch für andere Züge, unter anderem auf Bahnhöfen ohne Ausfahrsignal, bei Gruppensignalen oder im Zugleitbetrieb. Haltetafeln können durch Zusatzschilder mit Längenangaben ergänzt sein; Züge müssen dann an der Haltetafel halten, die der Zuglänge entspricht oder erstmals größer ist.
Haltetafeln werden verwendet, um für Züge betrieblich oder verkehrlich erforderliche feste Halteplätze festzulegen oder anzuzeigen und Gleiskontakte oder Reisendenübergänge freizuhalten oder freizufahren. Heute werden sie vor allem für anfahrende Züge fahrdynamisch in der Zugbeeinflussung berücksichtigt. An Bahnsteigen ohne Haltetafeln können auch nur Orientierungszeichen mit Längenangaben aufgestellt sein; sie kennzeichnen dann den verkehrlich günstigsten Halteplatz des Zuges, müssen aber nicht zwingend vom Triebfahrzeugführer eingehalten werden.

Mögliche Erscheinungsformen des Signals – links herkömmliches, rechts in der Zeit der Deutschen Bundesbahn eingeführtes Signalbild
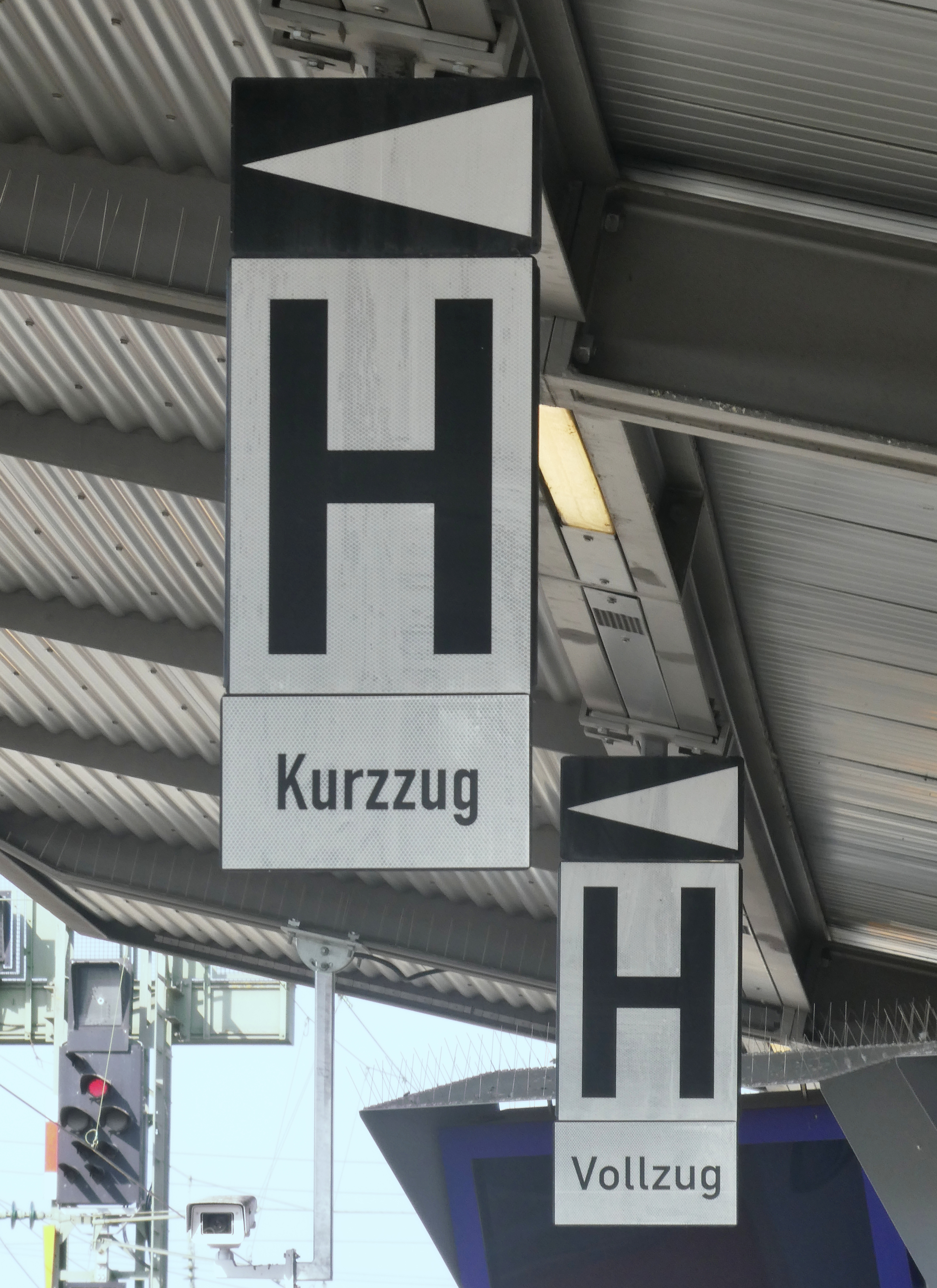
Haltetafeln mit für S-Bahn-Systemen typischen Zusatzschildern sowie Zuordnungstafeln in München-Pasing
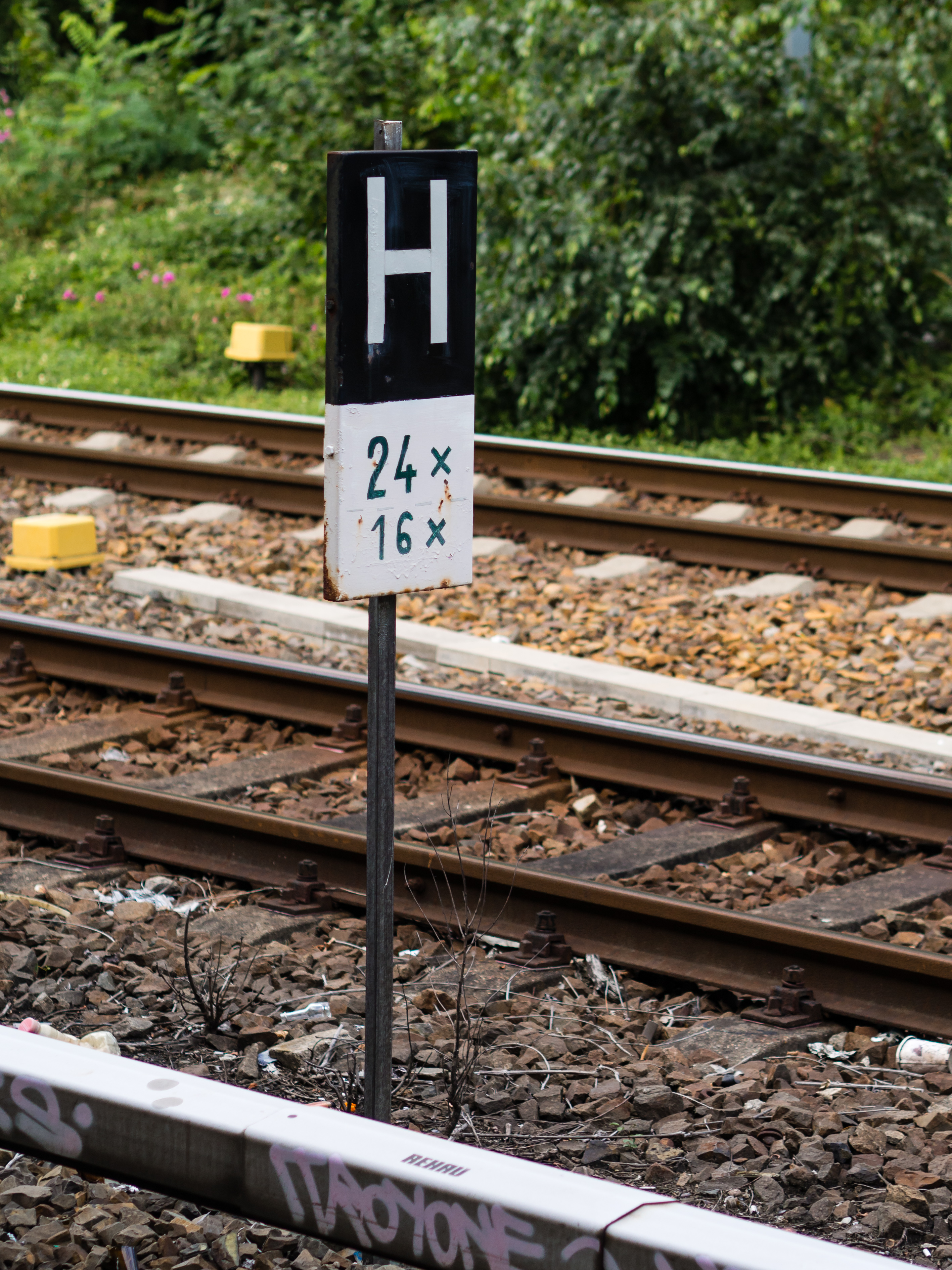
Zusatzschild mit Anzahl der Achsen („X“) als veraltete Darstellung der Zuglänge in Berlin-Marienfelde
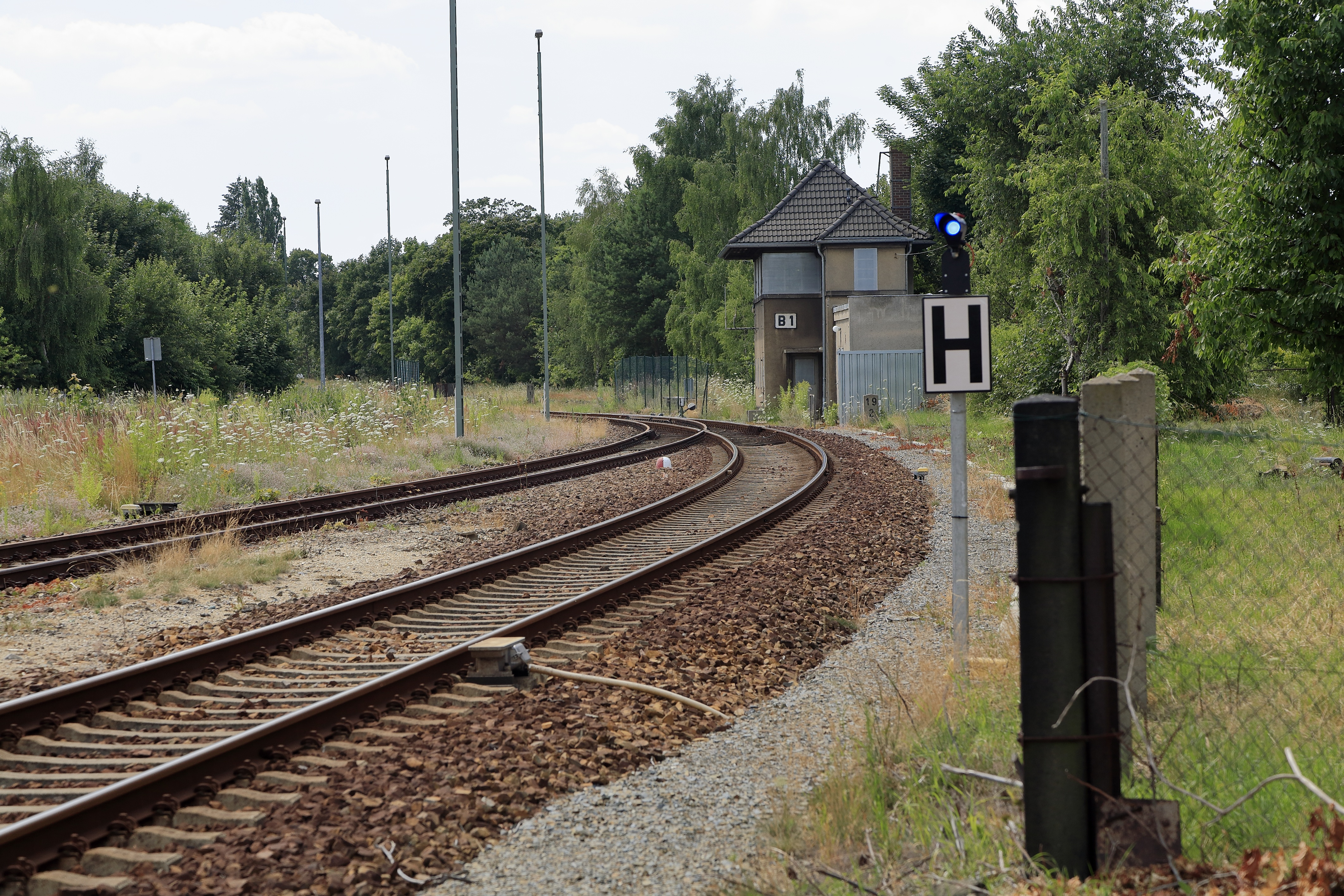
Haltetafel mit 2000-Hz-PZB-Gleismagnet als Ersatz für ein Ausfahrsignal in Königsbrück (Strecke im Zugleitbetrieb)